# Mary Kingsley
Mary Henrietta Kingsley (Londres, 13 de outubro de 1862 — Simon's Town, 3 de junho de 1900) foi uma etnógrafa, escritora científica e exploradora inglesa cujas viagens através da África Ocidental, assim como seu trabalho resultante, ajudaram a configurar a percepção da Europa sobre as culturas africanas e o imperialismo britânico.

## Vida pessoal
Mary nasceu em Londres, em 13 de outubro de 1862, filha mais velha de um médico, explorador e escritor, George Kingsley e Mary Bailey. Nascida em uma família de escritores, era também sobrinha deles, sendo os mais importantes Charles Kingsley e Henry Kingsley. A família se mudou para Highgate menos de um ano depois de seu nascimento. Mary tinha um irmão mais novo, nascido em 1866, Charles George R. ("Charley") Kingsley. Em 1881, a família se mudou para Bexley, em Kent.
Seu pai por ser médico trabalhou para vários aristocratas da época, como George Herbert, 13º Conde de Pembroke e costumava passar muito tempo longe de casa e da família. Nestas viagens costumava coletar muitas informações para seus estudos. Uma vez acompanhou o conde de Dunraven, Windham Wyndham-Quin, em uma viagem à América do Norte, de 1870 a 1875. Chegou a acompanhar uma campanha militar do general Custer contra os índios Sioux. O massacre na Batalha de Little Bighorn aterrorizou a família, mas Dr. Kingsley acabou impedido de se juntar a Custer devido ao mau tempo. É possível que a descrição dos nativos feridos tenham ajudado a moldar as opiniões de Mary sobre o imperialismo britânico.
A educação de Mary foi menos formal que a dor irmão, já que não era costume da época educar meninas. Ela teve algumas aulas de alemão quando criança, mas teve acesso à biblioteca do pai, onde ele lhe contava histórias sobre países exóticos. Ela não apreciava livros que era considerados apropriados para garotas na época, como os de Jane Austen ou Charlotte Brontë, preferindo biografias de exploradores e livros científicos. Em 1886, seu irmão entrou para o Christ's College, em Cambridge, para estudar direito, o que permitiu a Mary a conhecer seus amigos e professores. Pouco se sabe sobre sua crença e fé, mas ela é conhecida por tecer críticas aos missionários cristãos na África.
No censo inglês de 1891, está registrado que a mãe de Mary, Sra. Kingsley e seus dois filhos moravam na Estrada Mortimer, número 7, em Cambridge, onde Charles era estudante de direito e Mary estudante de medicina. A mãe de Mary ficou gravemente doente e a filha era a responsável por seu zelo, tendo que deixar passar várias oportunidades de viajar. Logo, seu pai também caiu doente devido à uma febre reumática. Dr. Kingsley morreu em fevereiro de 1892 e a Sra. Kingsley meses depois, em abril do mesmo ano. Sem mais ter que arcar com a responsabilidade pela saúde dos pais e com uma herança de 8,6 mil libras, dividida com seu irmão, Mary pode conhecer o mundo, como sempre desejou, indo para a África.

## Viagens pela África
Após uma visita às Ilhas Canárias, Mary decidiu viajar pela costa da África. Normalmente, mulheres não africanas a embarcar em viagens, em geral perigosas, pelo continente eram as esposas de missionários, de governadores e exploradores. Exploração e aventura não eram papéis que se prezassem para mulheres da Era Vitoriana. As mulheres africanas ficaram surpresas ao verem Mary viajando desacompanhada e frequentemente perguntavam onde estava seu marido.
Mary chegou à Serra Leoa em 17 de agosto de 1893, seguindo para Luanda, em Angola. Viveu com a população local, que a ensinou técnicas básicas de sobrevivência na selva, além de lhe dar conselhos. Ela era vista com frequência em locais perigosos e seu treinamento como enfermeira no Instituto Médico Kaiserworth a preparou para pequenos machucados e luxações que viesse a encontrar em suas viagens. Mary voltaria à Inglaterra em dezembro de 1893.
Em seu retorno, Mary conseguiu fechar um acordo com o proeminente zoologista do Museu Britânico, Albert Günther, bem como com o escritor e editor George Macmillan, para publicar suas viagens. Ela então retornou à África em 23 de dezembro de 1894, com mais apoio e suprimentos, bem como uma maior segurança em seu trabalho. Ela estudou o povo 'canibal' e suas práticas religiosas tradicionais. Em abril, conheceu a missionária escocesa Mary Slessor, outra mulher desacompanhada e sem marido vivendo entre populações nativas. Foi nesse encontro que ela ficou sabendo da prática da morte dos gêmeos, que Slessor vinha tentando parar. Os nativos acreditavam que um dos gêmeos era a encarnação do mal e como eles eram iguais, era impossível distinguir quem era. Assim eles matavam as duas crianças e a mãe também, por ter 'se deixado seduzir pelo maligno'.
Depois, no Gabão, Mary subiu de canoa o rio Ogooué, onde coletou espécimes desconhecidos de peixes, três deles nomeados em sua homenagem posteriormente. Depois de conhecer o povo Fang, ela viajou por território nunca cartografado, tendo escalado o Monte Camarões, seguindo uma rota que nenhum europeu tentara antes.

## Retorno à Inglaterra
Quando voltou para casa em novembro de 1895, ela foi recebida com entusiasmo por jornalistas, ansiosos para entrevistá-la. No entanto, os relatos sobre a sua viagem foram mais perturbadores, com os jornais retratando Mary como uma "nova mulher", uma imagem que a desagradou. Mary se distanciou do movimento sufragista e feminista da época, argumentando que o sufrágio era uma questão menor, porque enquanto houvesse homens ainda desassistidos, as questões femininas "podiam esperar". A falta de identificação de Mary com os movimentos feministas podem ser atribuídas a várias causas, como o fato de querer que seu trabalho fosse melhor recebido pela comunidade ou com sua tentativa de assegurar os direitos dos comerciantes ingleses na costa da África.
Por três anos, ela viajou pelo país dando palestras sobre sua vida na África para variadas audiências. Foi a primeira mulher a discursas nas câmaras de comércio de Liverpool e Manchester.
Mary conseguiu irritar a Igreja da Inglaterra ao criticar os missionários e sua tentativa de converter os povos africanos e de corromper suas religiões. Muitos dos aspectos das sociedades africanas chocaram a audiência inglesa como a poligamia, que ela argumentava ser uma prática necessária e que proibi-la era uma afronta à cultura dos povos. Missionários costumavam converter os homens e ordenar que abandonassem suas outras esposas, vivendo apenas com uma e com seus filhos, o que criava um imenso problema social e econômico.
Suas opiniões sobre imperialismo ainda são motivo de debate. Embora, por um lado, ela considerasse os povos e culturas africanos como aqueles que precisavam de proteção e preservação, ela também acreditava que era necessário introduzir a economia e tecnologia britânicas e um mando indireto sobre a região, insistindo que este era um trabalho para homem branco.

## Morte

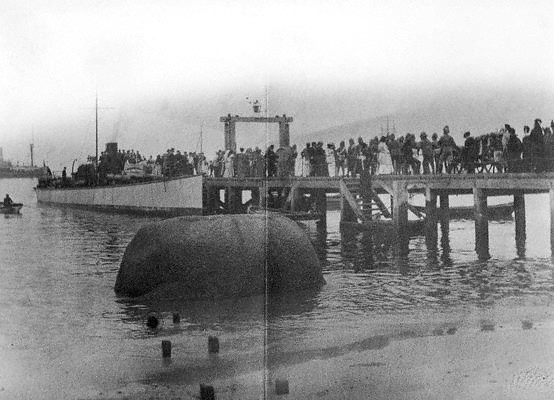
O cortejo fúnebre de Mary Kingsley

Durante a Segunda Guerra dos Bôeres, Mary viajou até a Cidade do Cabo e se voluntariou como enfermeira. Ela ficou alocada no Hospital de Simon's Town, onde tratou de prisioneiros de guerra. Depois de servir por dois meses, ela acabou desenvolvendo sintomas de febre tifoide e faleceu em 3 de junho de 1900. De acordo com seu desejo, ela foi sepultada no mar. Conta-se que seu caixão se recusou a afundar, tendo que ser novamente lançado ao mar com uma âncora.

## Literatura
- The Travelling Naturalists por Clare Lloyd. (Estudo da História Natural do Século XVIII - Inclui Charles Waterton, John Hanning Speke, Henry Seebohm e Mary Kingsley Contém reproduções coloridas e em preto e branco.[9][2]
- Kingsley, M.H. West African Studies, Frank Cass Publishers 1964
- Kingsley, M.H. 'Travels on the western coast of Equatorial Africa' Scottish Geographical Magazine, 12, p. 113-124, 1896
- Middleton, D. 'Some Victorian Lady Travellers' The Geographical Journal, 139(1), p. 65-75, 1973
- Mcloone, M., Women explorers in Africa: Christina Dodwell, Delia Akeley, Mary Kingsley, Florence von Sass Baker, and Alexandrine Tinne (Capstone Press, 1997)
- 'Kingsley, Mary Henrietta' Oxford Dictionary of National Biography, Oxford University Press 2004
- Bausch, Richard Hello To The Cannibals, HarperCollins, 2002 (ficção)